# کریستینا باکارانادزه
کریستینا باکاراندزه (گرجی: კრისტინა ბაკარანძე، متولد ۱۹ مه ۱۹۹۸) یک فوتبالیست گرجی است که در تیم‌های لیگ فوتبال زنان ترکیه به عنوان هافبک بازی می‌کند.

## زندگی خصوصی
کریستینا باکاراندزه در گرجستان متولد شد. وی در دانشگاه دولتی شوتا مسخیا در زوگدیدی به تحصیل اقتصاد پرداخت.